# San Pío X (Santa Cruz de Tenerife)
San Pío X es un barrio de la ciudad de Santa Cruz de Tenerife (Tenerife, Canarias, España), que se encuadra administrativamente dentro del distrito de Ofra-Costa Sur. 
El barrio tiene forma triangular, estando limitado por la carretera del Rosario al norte, al sur y este por la calle Taburiente, que lo separa del barrio de Las Cabritas, y al oeste con la Hospital Universitario Nuestra Señora de Candelaria. 

## Demografía
| 2004 | 2005 | 2006  | 2007  | 2008  | 2009  | 2010  |
| ---- | ---- | ----- | ----- | ----- | ----- | ----- |
| 494  | 475  | 1.158 | 1.154 | 1.140 | 1.124 | 1.089 |

### Galería

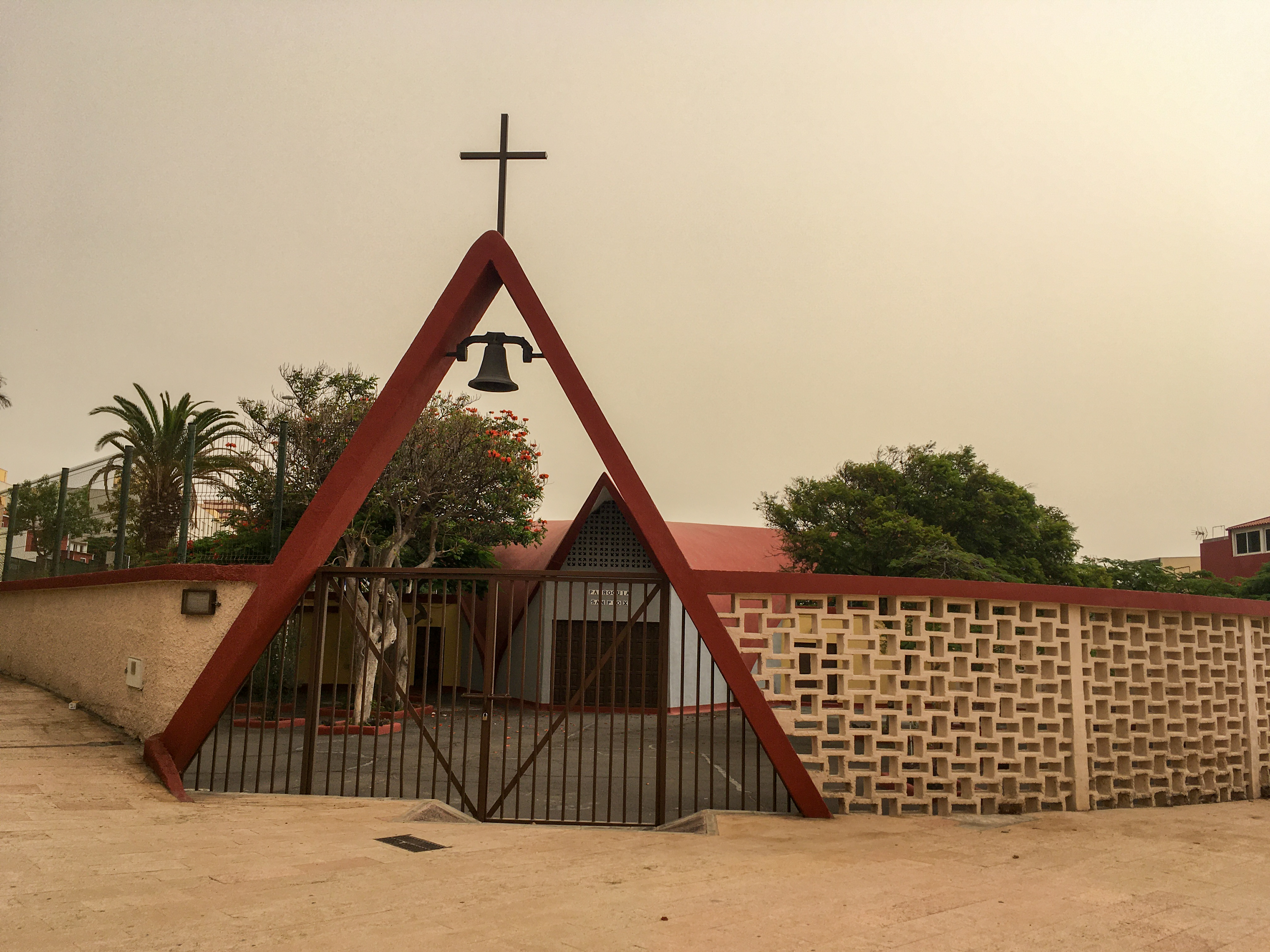
Iglesia de San Pío X.